# 허무당선언
허무당선언은 1926년 1월 4일 일제강점기 조선의 경성부에서 아나키즘 운동가 윤우열(尹又烈)에 의해 작성, 조선 각지로 배포된 아나키스트들의 선언서이다. 전국으로 확산된 유인물 및 벽보에는 1월 3일자 경성우체국 소인이 찍혀 있었으며, 이것을 인쇄한 것으로 추정된다.
아나키즘 운동가였던 윤우열은 당시 대구청년동맹의 회원이었다. 사건 관련자로는 선언문 작성자 윤우열 외에도 한성강습원 강사 안병희, 경성청년회 회원 하은수, 한글학자이자 경성청년회 러시아어 교사 이윤재 등이 지목되었다.

## 같이 보기
- 조선혁명선언
- 윤우열
- 이윤재